# Erda (Hohenahr)
Erda ist der nach Einwohnerzahl größte Ortsteil der Gemeinde Hohenahr im mittelhessischen Lahn-Dill-Kreis. Das Dorf ist Sitz der Gemeindeverwaltung und hat rund 2000 Einwohner.

## Geographische Lage

Blick auf Erda aus westlicher Richtung. Am linken Rand kann man das Gewerbegebiet mit den Supermärkten erkennen. Am rechten Horizont ist der Dünsberg zu sehen, welcher sich im Landkreis Gießen befindet.

Erda liegt innerhalb des Gladenbacher Berglandes im Süden des Naturparks Lahn-Dill-Bergland. Nachbarorte sind Wilsbach im Norden, Frankenbach im Osten, Königsberg und Hohensolms im Süden, Großaltenstädten im Südwesten, Mudersbach im Nordnordwesten und Roßbach im Nordwesten. Durch das Dorf, das vom östlichen Dill-Zufluss Aar (Aarbach) durchflossen wird, verläuft die Landesstraße L 3376.

## Geschichte

### Ortsgeschichte
Die Gegend um das heutige Dorf Erda war schon früh besiedelt, wie u. a. ein  vorgeschichtliches Gräberfeld im Helfholz beweist. Auch eine nordwestlich des Dorfs gelegene Ringwallanlage mag bereits vorgeschichtlichen Ursprungs sein.
Urkundlich erwähnt wurde Erda erstmals im Jahre 771 im Lorscher Codex. Es gehört damit zu den ältesten Orten im Lahn-Dill-Gebiet. Am 24. Oktober 771 überließ ein Grundbesitzer namens Wanither zwei Tagwerk Ackerland im Gau Erdehe in der Erdeher Mark als Schenkung dem Kloster Lorsch. Die räumliche Ausdehnung dieses Erdagaus ist nicht sicher nachgewiesen. Als namensgebender Ort dieses Gaus dürfte Erda in fränkischer Zeit jedoch eine gewisse Bedeutung zugekommen sein. Damals bestand hier bereits ein Herrenhof, zu dem 10 Huben (= 300 Morgen) Land gehörten, dazu 26 Huben mit Halbfreien und 30 Huben mit Hörigen. Der Herrenhof wird mit der Versorgung des ehemaligen Gronauer Schlosses im Salzbödetal in Verbindung gebracht, was jedoch nicht nachweisbar ist. Noch heute heißt der älteste, direkt der Kirche benachbarte Teil Erdas Freithof, was sich sowohl von einer Abgabenfreiheit als auch einer Einfriedung herleiten lässt. Tatsächlich deuten Geländedetails in diesem Bereich auf eine einfache Befestigung des alten Erda in Form von Gräben und Schanzen hin. Ab 1372 ist dann auch ein Hof namens Wumpelgarten nachweisbar. Er unterstand dem hessischen Landgrafen und hatte Abgaben nach Königsberg zu entrichten. Möglicherweise bestand in ihm der alte Herrenhof in umgewandelter Form weiter.
Der Name Erda wird allgemein vom Ahrbach hergeleitet; in den alten Urkunden erscheint dieser als Erdahe oder Ardahe. Nach 771 findet der Ort noch mehrfach im Lorscher Codex Erwähnung. Dabei werden auch zwei Bäche namens Gemenarde und Vinarde erwähnt, bei denen es sich wohl um Quellbäche der Ahr handelt und von denen sich der Name Vinarde bis heute im Flurnamen Weinahr erhalten hat.
Um das Jahr 1000 gehörte Erda zum Centgericht Altenkirchen, das dem Bistum Speyer unterstand. Daneben bestand in Erda selbst ein dem Centgericht nachgeordnetes Vogteigericht, welches als Leschen- oder Weisengericht bezeichnet wurde und für die Aburteilung von Vergehen der Eigenleute zuständig war. Gerichtsherren waren unter anderem die Herren von Merenberg, die ihre Anteile zusammen mit ihren Zehntanteilen 1241 an die Brüder Heinrich II. und Marquard von Solms verpfändeten. 1294 und 1305 kauften die Grafen von Solms dann auch den Herren von Bicken und Calsmunt ihre Anteile aus den Einkünften des Gerichts ab. Seit 1449 befand sich die Vogtei Erda dann ganz in den Händen der Grafen von Solms, die nach und nach die Landesherrschaft im Erdaer Raum erlangt hatten. Dem Gericht Erda unterstanden die Orte Erda, Frankenbach und Wilsbach. In abgewandelter Form bestand das Leschengericht noch bis 1808. Denkbar ist, dass es einst im Walddistrikt Leschenberg zusammentrat. An die frühere Gerichtsbarkeit erinnern bis heute auch Reste eines einstigen Gefängnisses, dessen zugemauerter Eingang sich in der alten Friedhofsmauer zu Füßen der Kirche erhalten hat.
Nach der Erbauung der Burg Hohensolms wurde das nunmehr solmsische Dorf Erda zwangsläufig in die Auseinandersetzungen der Solmser Grafen mit der Reichsstadt  Wetzlar und der Landgrafschaft Hessen hineingezogen. Dabei erlitt es große Schäden. So ist überliefert, dass die Wetzlarer 1350 wegen Beschädigung und Brandstiftung in verschiedenen Kirchen des Solmser Landes, namentlich der in Erda, sogar dem Kirchenbann verfielen. In solchen Notzeiten diente die Erdaer Kirche, die leicht erhöht über dem alten Ortskern steht und der man heute noch ihren einstigen Charakter als Wehrkirche ansieht, als Zuflucht der Dorfbewohner. Die 1246 erstmals erwähnte spätromanische Kirche war dem heiligen Nikolaus geweiht und folgte einer älteren Kapelle. Seit 1351 verwalteten die Grafen von Solms und die Landgrafen von Hessen den Amtsbezirk von Königsberg und Hohensolms, zu dem Erda damals gehörte, zunächst gemeinschaftlich. Unter hessischem Einfluss wurde im Laufe des 16. Jahrhunderts die Reformation eingeführt. Als der Gemeinschaftsbesitz 1629 zwischen der Landgrafschaft Hessen-Darmstadt und den Grafen von Solms-Hohensolms aufgeteilt wurde, kam Erda dann unter alleinige somsische Herrschaft und wurde dem Amt Hohensolms zugeordnet. Das Dorf stand unter der Leibeigenschaft und war zunächst Hessen und Solms gemeinsam, ab 1629 dann nur noch den Grafen von Solms frondienst- und abgabenpflichtig, bis es 1806 an Nassau und 1815 an Preußen kam. Es gehörte fortan zur preußischen Amtsbürgermeisterei Hohensolms im Landkreis Wetzlar. 1934 erlangte der Ort nach Auflösung der Amtsbürgermeistereien im Kreis für knapp vier Jahrzehnte seine Selbstständigkeit.
Vermutlich im 16. Jahrhundert erlebte die Gemarkung durch Einverleibung des ausgegangenen Nachbarortes Gilbertshausen eine gewisse Vergrößerung.
Im Hinblick auf die Bevölkerungszahl war Erda im Jahre 1629 der größte Ort im Amt Hohensolms-Königsberg.
Schwere Zeiten brachte der Dreißigjährige Krieg, in dessen Verlaufe 1635/36 im Ort die Pest ausbrach, die zahlreiche Opfer forderte. Ungeklärt ist, ob die drei Schwedenschanzen am Lohberg, am Lochskopf und am Schinnköppel aus dieser Zeit stammen. In Mitleidenschaft gezogen wurde der Ort auch im Siebenjährigen Krieg und in den napoleonischen Kriegen. In der Revolution von 1848 beteiligten sich die Erdaer im Gegensatz zu etlichen Nachbarorten kaum an revolutionären Handlungen.
Viele Jahrhunderte lang war das Leben in Erda von großer Armut geprägt. Die abgeschiedene Lage verhinderte die Entstehung gewinnbringender Unternehmen. Abbauwürdige Bodenschätze fehlten. Auch das Haus Solms-Hohensolms als Landesherr fiel als Förderer von Wirtschaft und Infrastruktur lange aus, da es seit dem Dreißigjährigen Krieg selbst hoch verschuldet war und seine Finanzen in der ersten Hälfte des 18. Jahrhunderts für mehrere Jahrzehnte sogar unter die Aufsicht einer kaiserlichen Kommission stellen musste. So blieben Landwirtschaft und Handwerk die einzigen Erwerbsquellen der Erdaer. Doch ließ der Boden, der vorwiegend aus Schiefer besteht und nur in günstigen Tallagen etwas Löss aufweist, keine hohen Erträge zu. Nicht zuletzt eine Folge dieser Armut war auch die sogenannte „Bucheckernschlacht“ von 1779, bei der zwischen Einwohnern von Erda und Frankenbach zunächst ein Streit über die Waldnutzung im Leschenberg entstanden war und in dessen Verlauf mindestens sechs Erdaer durch Soldaten des Königsberger Ausschusses erschossen oder verwundet wurden.
In die Dorfgeschichte eingegangen ist der 2. September 1771, an dem ein schweres Unwetter die gesamte Ernte vernichtete. Die Dorfbewohner, die darin ein Strafgericht Gottes sahen, hielten den 2. September in den folgenden Jahrhunderten als sogenannten Hagelschlagstag als Feiertag in Ehren. Von 1871 bis 1918 fiel er mit dem Sedanstag zusammen.
Mitte des 19. Jahrhunderts suchten zahlreiche Erdaer ihr Glück in der Neuen Welt. Alleine 1852 sollen 13 Familien nach Nordamerika ausgewandert sein.
Als im 19. Jahrhundert die Naturalwirtschaft mehr und mehr von der Geldwirtschaft verdrängt wurde, mussten viele Männer auswärts nach einem Verdienst suchen. Im Herbst verdingten sie sich auf den großen Höfen der Wetterau und des Rheingaus als Drescher. Die „Erdaer Drescher“ waren dort ein feststehender Begriff. Nach dem Ersten Weltkrieg boten dann die Hüttenwerke des Siegerlandes zahlreichen Männern eine Verdienstmöglichkeit. Viele Frauen und Mädchen verdienten sich ein Zubrot mit Arbeiten in einer Haarfabrik für die Wetzlarer Firma Gebrüder Krafft oder in der Zigarrenfabrik der Heuchelheimer Firma Rinn & Cloos, die von 1905 bis 1991 eine Niederlassung in Erda betrieb.
Bereits 1569 ist die Existenz einer Mühle nachgewiesen, deren Eigentümer Hans Hoffmann daraus Abgaben nach Königsberg entrichten musste. Für das Jahr 1721 sind dann zwei Mühlen urkundlich belegt. Die oberhalb des Dorfes gelegene Lohmühle besteht noch heute, doch ist ihr Betrieb schon seit 1967 eingestellt. Schon seit dem 19. Jahrhundert verschwunden ist die zweite Mühle, die in den Quellen als Mattern'sche Mühle oder einfach auch als Dorfmühle bezeichnet wird. Sie stand direkt an der Ahr im Bereich zwischen Erbsengasse und Reiterstübchen. Dort existierte bis um 1840 auch ein Gemeindebrauhaus. Zwei Feldbrandziegeleien (Dörr und Herpel) produzierten früher Backsteine.
Noch zu Beginn des 20. Jahrhunderts war die überwiegende Zahl der Erdaer Häuser mit Stroh gedeckt. Die Wasserleitung wurde erst 1929 gebaut.
Auf dem Lohberg wurden 1891 die Drei-Kaiser-Eichen zur Erinnerung an die drei deutschen Kaiser gepflanzt und 1922 das Ehrenmal für die 33 Gefallenen des Ersten Weltkriegs errichtet.
Zu starken sozialen Veränderungen führte der wirtschaftliche Aufschwung in den Jahren nach der Währungsreform 1948. Da die Verbesserung der Verkehrsverhältnisse den Einwohnern lohnendere Verdienstmöglichkeiten in den umliegenden Städten verschaffte, wurde die einst so dominierende Landwirtschaft zunächst nur noch im Nebenerwerb weitergeführt und schließlich von den meisten Familien ganz eingestellt. Gleichzeitig führte die Auflegung neuer Baugebiete auch zu einer deutlichen Ausdehnung des Ortes, verbunden mit einem starken Bevölkerungswachstum.
Anlässlich der 1200-Jahrfeier im Jahre 1971 genehmigte der hessische Innenminister der Gemeinde Erda, ein Wappen zu führen, das in seiner Gestaltung Bezug auf den Kirchturm und die 1000-jährige Linde vor der Eichenhardt nimmt.
Nach der Gründung der Großgemeinde Hohenahr entwickelte sich Erda zum zentralen Ort des Umlandes mit einer gut entwickelten Einzelhandels- und Dienstleistungs-Infrastruktur.
Außerhalb der Ortslage liegen die 1829 erbaute Eiserne Hand (ehemalige Gastwirtschaft) sowie der 1936 erbaute Herpelhof, auch Erbhof genannt.  Der Name Eiserne Hand ist deutlich älter als das im 19. Jahrhundert errichtete Gehöft. Schon ein Dokument von 1721 im Hohensolmser Pfarrarchiv erwähnt die dort vorbeiziehende Straße, "welche von Giesen auf Willßbach und Oberweybach geht, bey der Eisern Hand genannt." Der Name leitete sich vermutlich von einem dort stehenden eisernen Wegweiser ab. 

### Hessische Gebietsreform
Im Zuge der Gebietsreform in Hessen schloss sich die bis dahin selbstständige Gemeinde Erda am 1. April 1972 auf freiwilliger Basis mit den Gemeinden Hohensolms und Ahrdt zur neugegründeten Gemeinde Hohenahr zusammen. Für Erda wurde wie für die übrigen Ortsteile ein Ortsbezirk mit Ortsbeirat und Gemeindevorsteher errichtet. Sitz der Gemeindeverwaltung wurde der Ortsteil Erda.

### Verwaltungsgeschichte im Überblick
Die folgende Liste zeigt die Staaten und Verwaltungseinheiten, denen Erda angehört(e):
- 771: Fränkisches Reich, Lahngau, Erdaer Mark (in pago Legenehe), aber auch Erdagau (in pago Erdehe)[19]
- vor 1351: Heiliges Römisches Reich, Haus Solms (Gemeinsamer Besitz der Linien Solms-Braunfels, Solms-Burgsolms und Solms-Königsberg)
- ab 1351: Heiliges Römisches Reich, Grafschaften Solms-Braunfels, Solms-Burgsolms und Landgrafschaft Hessen
- ab 1415: Heiliges Römisches Reich, Grafschaft Solms-Braunfels und Landgrafschaft Hessen, gemeinschaftliches Amt Hohensolms und Königsberg
- ab 1432: Heiliges Römisches Reich, Grafschaft Solms-Lich in verschiedenen Teilungskonstellationen und Landgrafschaft Hessen, Gemeinschaftliches Amt Hohensolms und Königsberg
- 1567–1604: Heiliges Römisches Reich, Grafschaft Solms-Lich in verschiedenen Teilungskonstellationen und Landgrafschaft Hessen-Marburg, gemeinschaftliches Amt Hohensolms und Königsberg[20]
- 1604–1648: hessischer Anteil strittig zwischen Landgrafschaft Hessen-Darmstadt und Landgrafschaft Hessen-Kassel (Hessenkrieg)
- ab 1604: Heiliges Römisches Reich, Landgrafschaft Hessen(-Darmstadt) (4/8), Grafschaften Solms-Hohensolms (3/8) und Solms-Lich (1/8), Gemeinschaftsamt Hohensolms und Königsberg
- ab 1629: Heiliges Römisches Reich, Grafschaft Solms-Hohensolms (3/4) und Grafschaft Solms-Lich (1/4), Amt Hohensolms[21]
- ab 1718: Heiliges Römisches Reich,  Grafschaft Solms-Hohensolms-Lich, Amt Hohensolms
- ab 1792: Heiliges Römisches Reich, Fürstentum Solms-Hohensolms-Lich, Amt Hohensolms
- ab 1806: Herzogtum Nassau,[Anm. 2] Amt Hohensolms[Anm. 3]
- ab 1816: Königreich Preußen, Provinz Großherzogtum Niederrhein, Regierungsbezirk Koblenz, Kreis Braunfels, Amtsbürgermeisterei Hohensolms
- ab 1822: Königreich Preußen, Rheinprovinz, Regierungsbezirk Koblenz, Kreis Wetzlar, Amtsbürgermeisterei Hohensolms[Anm. 4]
- ab 1867: Norddeutscher Bund, Königreich Preußen, Rheinprovinz, Regierungsbezirk Koblenz, Kreis Wetzlar, Amtsbürgermeisterei Hohensolms
- ab 1871: Deutsches Reich, Königreich Preußen, Rheinprovinz, Regierungsbezirk Koblenz, Kreis Wetzlar, Amtsbürgermeisterei Hohensolms
- ab 1918: Deutsches Reich, Freistaat Preußen, Rheinprovinz, Regierungsbezirk Koblenz, Kreis Wetzlar, Amtsbürgermeisterei Hohensolms
- ab 1932: Deutsches Reich, Freistaat Preußen, Provinz Hessen-Nassau, Regierungsbezirk Wiesbaden, Landkreis Wetzlar
- ab 1944: Deutsches Reich, Freistaat Preußen, Provinz Nassau, Landkreis Wetzlar
- ab 1945: Deutsches Reich, Amerikanische Besatzungszone,[Anm. 5] Groß-Hessen, Regierungsbezirk Wiesbaden, Landkreis Wetzlar
- ab 1946: Deutsches Reich, Amerikanische Besatzungszone, Hessen, Regierungsbezirk Wiesbaden, Landkreis Wetzlar
- ab 1949: Bundesrepublik Deutschland, Hessen, Regierungsbezirk Wiesbaden, Landkreis Wetzlar
- ab 1968: Bundesrepublik Deutschland, Hessen, Regierungsbezirk Darmstadt, Landkreis Wetzlar
- ab 1972: Bundesrepublik Deutschland, Land Hessen, Regierungsbezirk Darmstadt, Landkreis Wetzlar, Gemeinde Hohenahr
- ab 1977: Bundesrepublik Deutschland, Land Hessen, Regierungsbezirk Darmstadt, Lahn-Dill-Kreis, Gemeinde Hohenahr
- ab 1981: Bundesrepublik Deutschland, Land Hessen, Regierungsbezirk Gießen, Lahn-Dill-Kreis, Gemeinde Hohenahr

## Bevölkerung

### Einwohnerstruktur 2011
Nach den Erhebungen des Zensus 2011 lebten am Stichtag dem 9. Mai 2011 in Erda 2049 Einwohner. Darunter waren 57 (2,8 %) Ausländer. Nach dem Lebensalter waren 387 Einwohner unter 18 Jahren, 894 zwischen 18 und 49, 411 zwischen 50 und 64 und 354 Einwohner waren älter. Die Einwohner lebten in 845 Haushalten. Davon waren 219 Singlehaushalte, 234 Paare ohne Kinder und 309 Paare mit Kindern, sowie 72 Alleinerziehende und 12 Wohngemeinschaften. In 162 Haushalten lebten ausschließlich Senioren und in 594 Haushaltungen lebten keine Senioren.

### Einwohnerentwicklung
| Erda: Einwohnerzahlen von 1834 bis 2018 | Erda: Einwohnerzahlen von 1834 bis 2018 | Erda: Einwohnerzahlen von 1834 bis 2018 | Erda: Einwohnerzahlen von 1834 bis 2018 | Erda: Einwohnerzahlen von 1834 bis 2018 |
| --- | --------------------------------------- | --------------------------------------- | --------------------------------------- | --------------------------------------- |
| Jahr |                                         |                                         |                                         | Einwohner                               |
| 1834 | 1834                                    |                                         | 677                                     | 677                                     |
| 1840 | 1840                                    |                                         | 702                                     | 702                                     |
| 1846 | 1846                                    |                                         | 711                                     | 711                                     |
| 1852 | 1852                                    |                                         | 680                                     | 680                                     |
| 1858 | 1858                                    |                                         | 697                                     | 697                                     |
| 1864 | 1864                                    |                                         | 739                                     | 739                                     |
| 1871 | 1871                                    |                                         | 711                                     | 711                                     |
| 1875 | 1875                                    |                                         | 741                                     | 741                                     |
| 1885 | 1885                                    |                                         | 671                                     | 671                                     |
| 1895 | 1895                                    |                                         | 717                                     | 717                                     |
| 1905 | 1905                                    |                                         | 778                                     | 778                                     |
| 1910 | 1910                                    |                                         | 864                                     | 864                                     |
| 1925 | 1925                                    |                                         | 937                                     | 937                                     |
| 1939 | 1939                                    |                                         | 1.097                                   | 1.097                                   |
| 1946 | 1946                                    |                                         | 1.380                                   | 1.380                                   |
| 1950 | 1950                                    |                                         | 1.322                                   | 1.322                                   |
| 1956 | 1956                                    |                                         | 1.299                                   | 1.299                                   |
| 1961 | 1961                                    |                                         | 1.407                                   | 1.407                                   |
| 1967 | 1967                                    |                                         | 1.654                                   | 1.654                                   |
| 1970 | 1970                                    |                                         | 1.702                                   | 1.702                                   |
| 1980 | 1980                                    |                                         | ?                                       | ?                                       |
| 1990 | 1990                                    |                                         | ?                                       | ?                                       |
| 2004 | 2004                                    |                                         | 2.069                                   | 2.069                                   |
| 2011 | 2011                                    |                                         | 2.049                                   | 2.049                                   |
| 2013 | 2013                                    |                                         | 2.005                                   | 2.005                                   |
| 2018 | 2018                                    |                                         | 1.984                                   | 1.984                                   |
| Datenquelle: Historisches Gemeindeverzeichnis für Hessen: Die Bevölkerung der Gemeinden 1834 bis 1967. Wiesbaden: Hessisches Statistisches Landesamt, 1968. Weitere Quellen: LAGIS; nach 1970: Gemeinde Hohenahr:; Zensus 2011 |                                         |                                         |                                         |                                         |

### Historische Religionszugehörigkeit
| • 1834: | 670 evangelische, 7 jüdische Einwohner                             |
| • 1961: | 1235 evangelische (= 87,78 %), 97 katholische (= 6,89 %) Einwohner |

### Wappen und Flagge
Wappen

Blasonierung: In Gold aus einer aufsteigenden geschweiften roten Spitze mit goldenem Kirchturm wachsend ein belaubter blauer Eichenast mit drei blauen Eicheln.
Das Wappen wurde der damaligen Gemeinde im Landkreis Wetzlar am 31. März 1971 vom Hessischen Innenminister genehmigt. Gestaltet wurde es von dem Bad Nauheimer Heraldiker Heinz Ritt.
Flagge
Die Flagge wurde der Gemeinde am 26. Juli 1971 von Hessischen Innenminister genehmigt und wird wie folgt beschrieben:
„Die Flagge zeigt die beiden Farben Blau und Gelb, im oberen Drittel belegt mit dem Gemeindewappen.“

## Sehenswürdigkeiten und Kulturdenkmäler

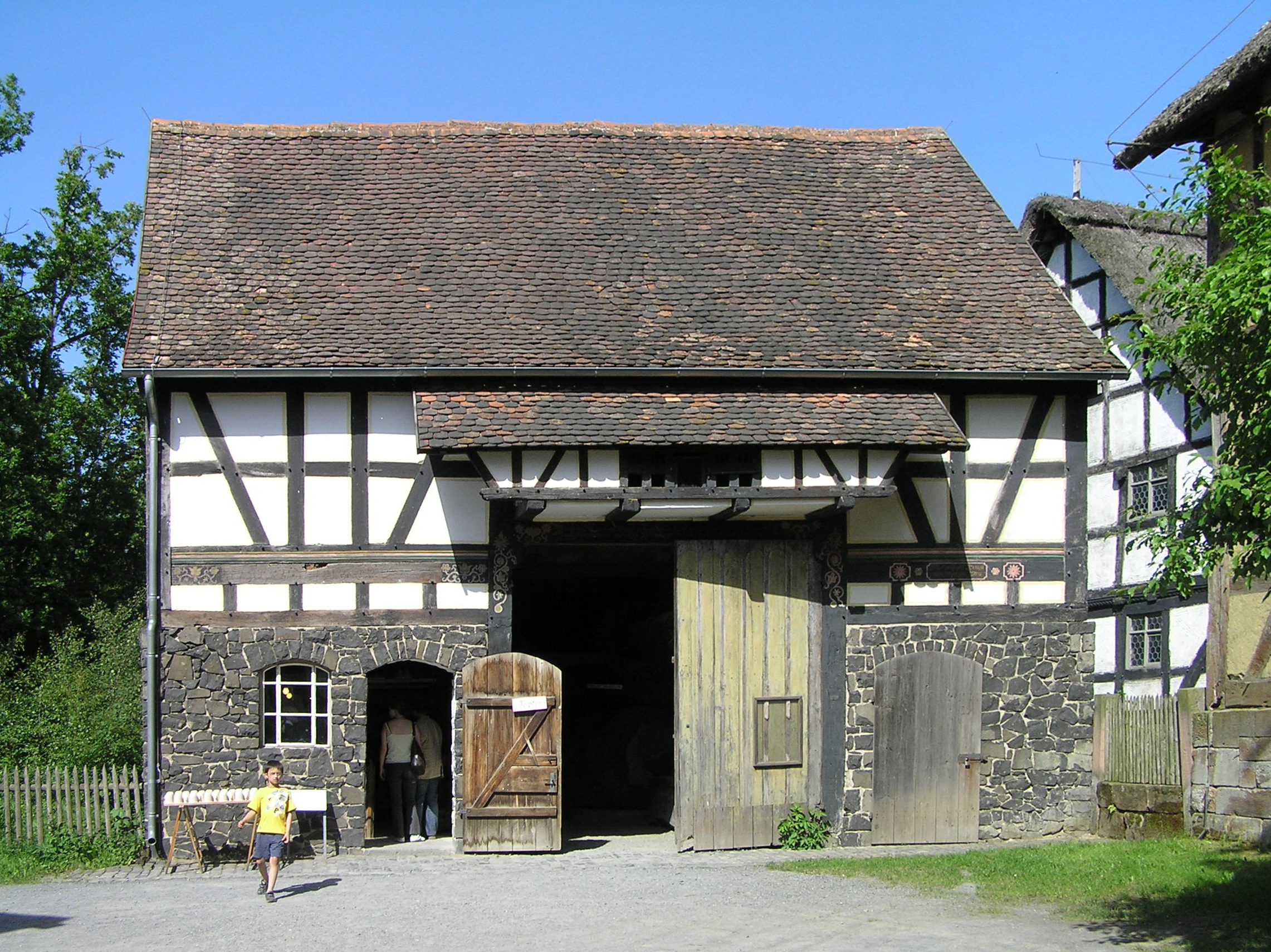
Hessenpark, Scheune aus Erda

siehe Liste der Kulturdenkmäler in Erda
Eine Scheune aus Erda wurde abgebaut und im Hessenpark neu errichtet.